# Trampolino Roma
Il trampolino Roma è stato un trampolino di salto con gli sci realizzato a Roccaraso, in provincia dell'Aquila, in Abruzzo. Fu il trampolino più meridionale costruito in Italia.

## Storia

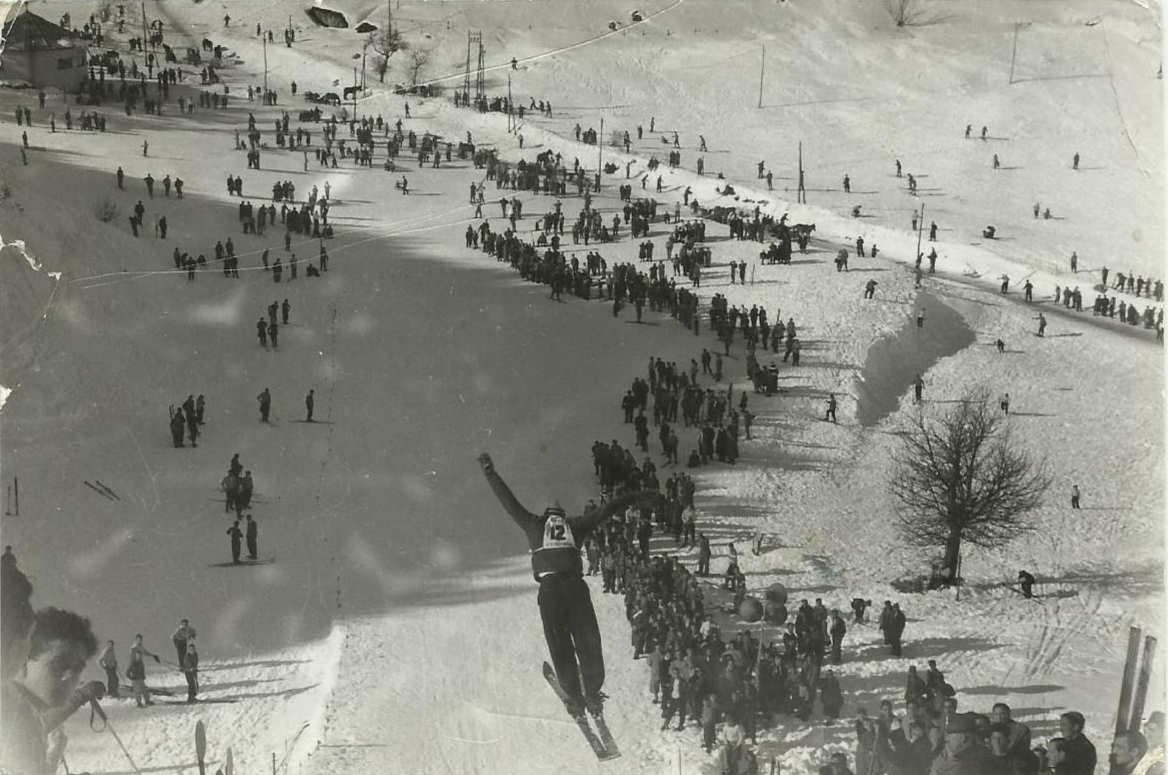
Un saltatore con gli sci si lancia dal trampolino Roma durante una gara nazionale del 1955 circa

Il trampolino, situato alla quota di 1240 m s.l.m., venne realizzato nel 1925 dallo "Ski Club Roccaraso", fondato nel 1922, con un cospicuo contributo dello "Ski Club Roma", da cui il nome del trampolino stesso. Costruito su terreno naturale e con la pista scavata nella roccia, all'epoca era considerato una struttura all'avanguardia, secondo per altezza solo al trampolino del Littorio del comune di Ponte di Legno, in provincia di Brescia.
La struttura venne riammodernata intorno al 1935 e nel 1953; tuttavia, a causa del relativamente corto pendio, non fu possibile allungare ulteriormente la pista di lancio, cosicché gli atleti non saltarono mai oltre i 75 metri. Sempre dopo la seconda guerra mondiale vennero realizzati altri due trampolini più piccoli per incentivare la pratica sportiva.
Il trampolino ospitò gare a livello nazionale ed internazionale. La struttura venne altresì utilizzata per gli allenamenti della squadra nazionale di sci di salto.
Il trampolino venne utilizzato fino al 1964, mentre il trampolino più piccolo fu usato nel 1985 per la finale nazionale dei Giochi della Gioventù della gara di salto con gli sci, vinta da Ivo Pertile, seguito da Roberto Cecon.
Il trampolino, che era servito dalla seggiovia "Ombrellone" del colle Belisario, si trovava a lato della pista di pattinaggio e a pochissima distanza dalla casa del Presidente della Repubblica Giovanni Leone, il quale seguiva dal proprio balcone le gare di salto.